# St. Gallus (Wurmlingen)

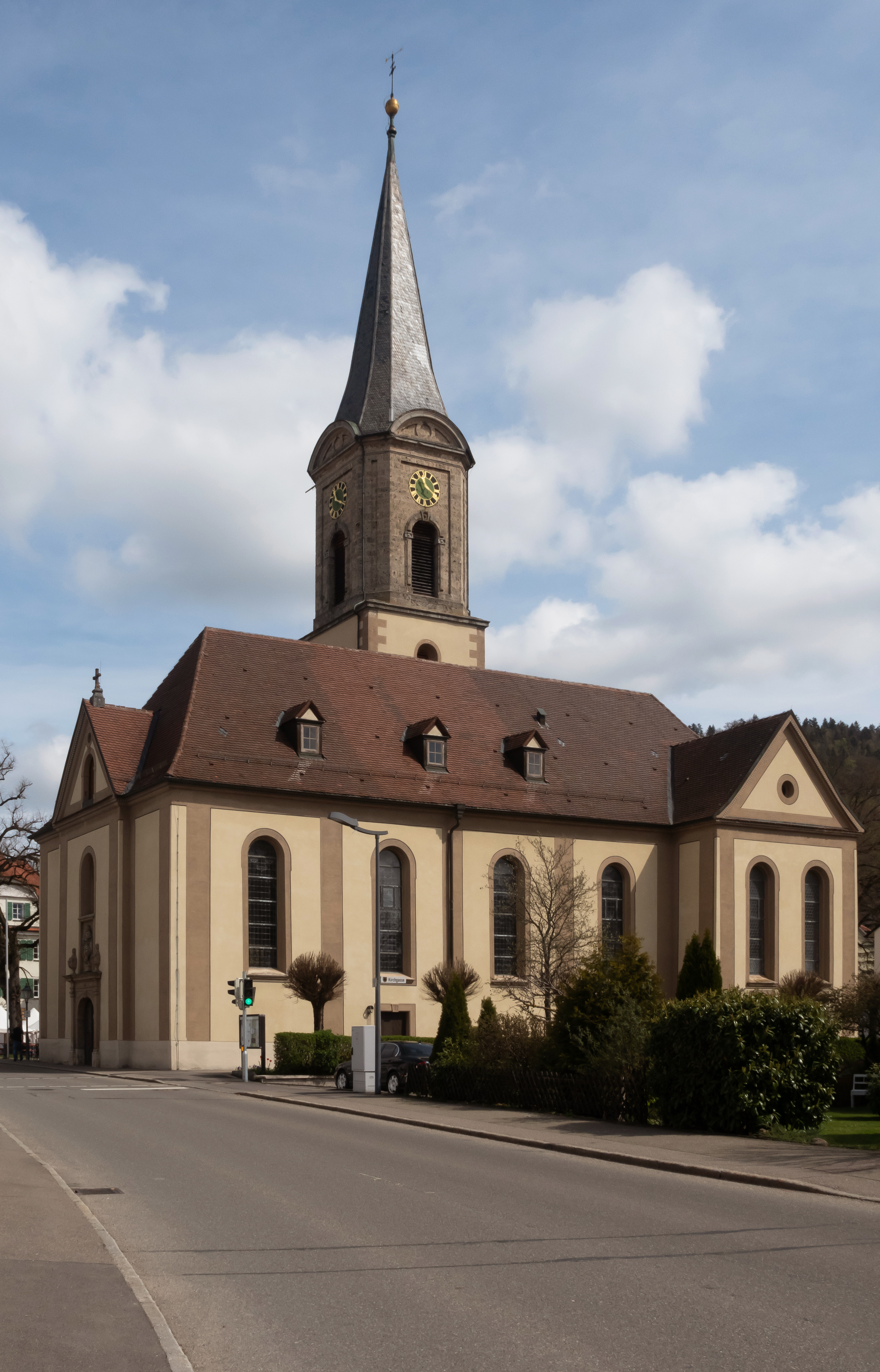
St. Gallus in Wurmlingen

Die römisch-katholische Pfarrkirche St. Gallus steht in Wurmlingen, einer Gemeinde im Landkreis Tuttlingen in Baden-Württemberg. Die Kirchengemeinde gehört zum Dekanat Tuttlingen-Spaichingen der Diözese Rottenburg-Stuttgart. Das Bauwerk ist beim Landesamt für Denkmalpflege Baden-Württemberg als Baudenkmal eingetragen.

## Beschreibung
Die Saalkirche wurde anstelle eines mittelalterlichen Vorgängerbaus 1782–84 nach einem Entwurf von Franz Joseph Salzmann im klassizistischen Stil erbaut. Sie besteht aus einem Langhaus, einem eingezogenen, dreiseitig geschlossenen Chor im Osten, der beidseitig von Anbauten flankiert wird, und einem Kirchturm an der Nordwand des Langhauses, der im Kern vom Vorgängerbau stammt. Er wurde mit einem Geschoss mit abgeschrägten Ecken aufgestockt, das die Turmuhr und den Glockenstuhl für fünf Kirchenglocken beherbergt, und mit einem spitzen Helm bedeckt. 
In der Fassade im Westen befindet sich das Portal. Die Kirchenausstattung, darunter auch der Stuck, stammt von Johann Friedrich Vollmar. Die Altäre wurden von Leo Moosbrugger gebaut. Die Deckenmalerei zeigt Szenen aus dem Leben des heiligen Gallus.